# Wilhelm Avianus

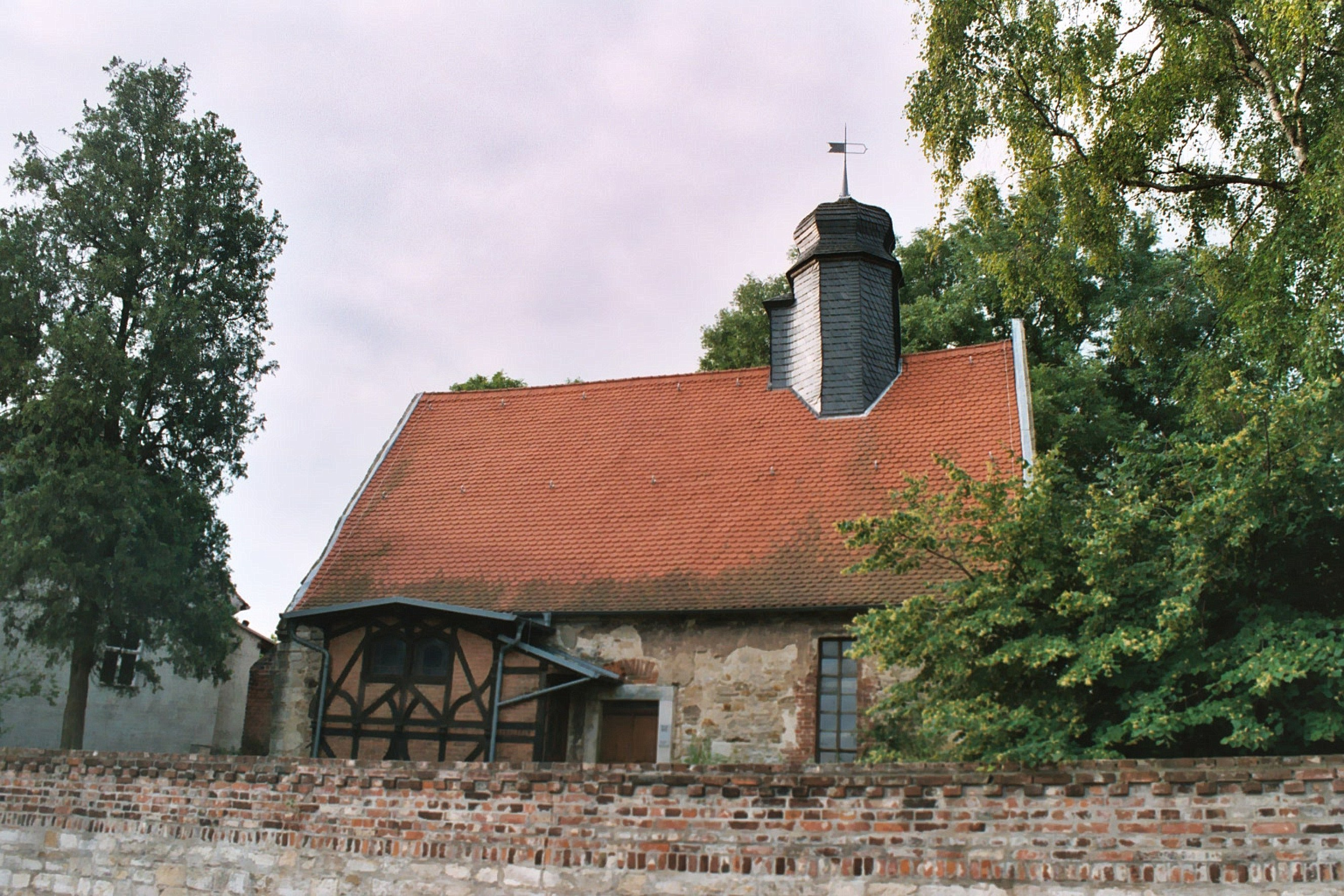
Kirche Gerstewitz

Wilhelm Avianus (auch Avian und Apianus; * unbekannt; † November 1636 in Leipzig) war ein deutscher Naturwissenschaftler und Mathematiker. 
Avianus stammte aus einer armen Familie in Bachra bei Wiehe in Thüringen und studierte ab 1621 mit einem Stipendium in Leipzig, wo er 1623 einen Baccalaureus erwarb und Assessor an der Universität wurde. 1625 wurde er Lehrer an der Thomasschule zu Leipzig und 1626 Pfarrer in Gerstewitz. Diesen Posten legte er im selben Jahr ab, um wieder nach Leipzig zurückzukehren. Von 1629 bis zu seinem Tod war er Rektor der Thomasschule. 1630 war er laut Maul Dekan der Philosophischen Fakultät in Leipzig und 1630/31 Rektor ebenda. 1633/1634 lehnte er den Ruf als Nachfolger von Ambrosius Rhode an der Universität Wittenberg ab. Er korrespondierte mit Philipp Müller, Johannes Buxtorf und Johannes Kepler, der ihm am 6. März 1629 einen langen Brief zu Themen der Astrologie schrieb und ihn im folgenden Jahr in Leipzig besuchen wollte. Avianus’ Buch zu Geburtskonstellationen von 1635 erwähnt Kepler mehrfach. 
Seine Witwe, Anna Avinius, geborene Elliger, heiratete 1636 Andreas Rivinus.

## Werke
- Decas problematum mathematicorum ... Leipzig, Johann Glück, 1623, http://nbn-resolving.de/urn:nbn:de:bsz:14-db-id37135580X5
- Problema geographico-trigonometricum de mensurandis distaniis locorum, continens praxin aurea trigonometricae sphaericae. .. Leipzig, Johann Glück, 1624
- Disputatio publica De Loco, Peculiarem quandam, ex verbis tamen aristotelis unice extructam, opinionem continens, quam (…) in Alma Lipsiensi Discendi studio ventilandem proponunt M. Wilhelmus Avianus Thur. Fac. Phil. Adsessor & SS. Leipzig: Gregorius Ritzsch, 1626. (Dieses Werk richtet sich gegen das verbreitete aristotelisch geprägte Lehrbuch von Bartholomäus Keckermann)
- Directorium Universale Ad multifaria Matheseos problemata in toto terrarum Orbe, sine discrimine latitudinis locorum, uniformi Methodo, Sine Calculo, expedite resolvenda : In duplici forma tam Plana... Lipsia, 1629, http://nbn-resolving.de/urn:nbn:de:bvb:12-bsb10049297-3
  - spätere Auflage: Fuhrmann: Lipsiae, 1665, http://resolver.sub.uni-goettingen.de/purl?PPN807273236
- Avianus, Wilhelm: Geburtsstunde, worzu sie sowohl public als privatim diene, Leipzig: Rehefeld, 1635, http://nbn-resolving.de/urn:nbn:de:bsz:14-db-id3710168199